# Värtsilä

Vapen.

Värtsilä var en kommun i Nordkarelen i Finland 60 kilometer sydost om Joensuu. Den 1 januari 2005 anslöts kommunen till Tohmajärvi.
Dess areal är 136 km² och 1983 återfanns där 925 invånare.
Bebyggelsen är koncentrerad till kommunens södra delar, där Jänisjoki älv flyter genom. I norr utbreder sig ett glest bebyggt, kuperat skogsland.
Värtsilä stympades vid krigsslutet 1944. Inom det område som avträddes till Sovjetunionen genom vapenstilleståndsavtalet (215 km²) fanns industriorten Värtsilä med Wärtsilä järnbruk, som före kriget var ett av landets största. Verksamheten överflyttades sedermera till Tohmajärvi kommun.
Industriorten Värtsilä, nu i Ryssland vid finska gränsen, heter nu Вяртсиля (Vjartsilja) och hade 3 081 invånare år 2010.

## Politik

### Mandatfördelning i Värtsilä kommun, valen 1976–2000
| 2 | 5 | 6 | 1 | 2 | 1 |

| 1 | 6 | 7 | 1 | 2 |

| 1 | 6 | 1 | 6 | 1 | 2 |

| 5 | 1 | 8 | 1 | 2 |

| 6 | 8 | 2 | 1 |

| 5 | 8 | 2 |

| 5 | 8 | 1 | 1 |